# Segunda vez
Segunda vez es el nombre del segundo LP en la historia de Toncho Pilatos. A pesar de su audio perefecto, no logró conseguir éxito como el anterior.

## Portada del LP
La portada muestra a Alfonso Toncho Guerrero saltando (Posiblemente en alusión al tema Chipote Saltarín).

## Lista de canciones
- Lado A:

1. Segunda Vez (A. Guerrero)
2. Dulce dama María Juana(M. Jagger/K. Richards)
3. Chipote Salatarín) (A. Guerrero)
4. Do what ever you want it´s all right (A. Guerrero)
5. Nada me gusta (A. Guerrero)

- Lado B:

1. Corriendo con ella (A. Guerrero/R. Guerrero)
2. Dejaloa (A. Guerrero)
3. No te lamentes (A. Guerrero)
4. Lalo el optimista (A. Guerrero)
5. El último guerrero (A. Guerrero)

## Miembros
Alfonso Toncho Guerrero: Voz, armónica y guitarra
Rigoberto Rigo Guerrero: Guitarra
Fernando El Gordo Galindo: Bajo
José Guadalupe Gómez Parra: Batería
Beto Nájera: Guitarra